# 伯氏擬魮
伯氏擬魮（学名：Pseudobarbus burgi）是輻鰭魚綱鯉形目鯉科的其中一個種，被IUCN列為極危保育類動物，分布於非洲南非開普敦，體長可達12公分，棲息在溪流、池塘、水庫等中底層水域，屬肉食性，以水生昆蟲等為食，可做為食用魚。